# 黄旗寨满族镇
黄旗寨满族镇，是中华人民共和国辽宁省铁岭市开原市下辖的一个乡镇级行政单位。原为黄旗寨满族乡，2013年撤乡设镇。

## 行政区划
黄旗寨满族镇下辖以下地区：
黄旗寨村、小寨子村、大寨子村、肥地沟村、谢家沟村、增寨村、吴家岭村、兰旗寨村、龙砬沟村和上顶子村。